# 148ª Brigata artiglieria "Žytomyr"
La 148ª Brigata autonoma artiglieria "Žytomyr" (in ucraino 148-ма окрема артилерійська Житомирська бригада?, 148-ma okrema artylerijs'ka Žytomyrs'ka bryhada, unità militare A3316) è un'unità di artiglieria delle Forze d'assalto aereo ucraine con base a Žytomyr.

## Storia
L'unità è stata creata come 148º Battaglione autonomo di artiglieria semovente a Družkivka il 20 marzo 2015, in seguito allo scoppio della guerra del Donbass, distaccando reparti di artiglieria dell'81ª Brigata aeromobile. A luglio è stato impiegato durante la battaglia per l'aeroporto di Donec'k, mentre nel gennaio 2016 ha combattuto nei pressi di Horlivka. In seguito è stato schierato a difesa di Avdiïvka per 8 mesi consecutivi, sostenendo aspri combattimenti contro i separatisti filorussi. A partire da dicembre 2016 ha combattuto presso Svitlodars'k. Nel 2017 ha partecipato alla difesa del distretto di Mar"ïnka.
Dopo l'invasione russa dell'Ucraina, il 24 febbraio 2022 il battaglione si è scontrato con le truppe russe presso Ščastja. Il 17 novembre 2022 è stato insignito del titolo onorifico "Per il Valore e il Coraggio" da parte del presidente ucraino Volodymyr Zelens'kyj.
Nel luglio 2023 il battaglione è stato riorganizzato, venendo espanso al rango di brigata. A partire da settembre l'unità è stata schierata nell'oblast' di Zaporižžja per supportare la controffensiva ucraina nella regione, operando nei settori di Orichiv e Huljajpole. A metà novembre elementi della brigata sono stati inviati a rinforzare le difese presso Avdiïvka. Il 21 novembre, in occasione della Giornata delle Forze Aviotrasportate, la brigata ha ricevuto dal presidente Zelens'kyj la bandiera di guerra.
Nel corso del 2024 ha svolto missioni di combattimento presso Vuhledar e Mar"ïnka. Il 24 agosto, in occasione del Giorno dell'indipendenza dell'Ucraina, la brigata è stata intitolata alla città di Žytomyr e insignita del titolo onorifico "Per il Valore e il Coraggio". Nell'aprile 2025 si è unita all'8º Corpo d'assalto aereo appena costituito.

## Struttura
- Comando di brigata[10]
- 1º Battaglione artiglieria
- 2º Battaglione artiglieria
- 3º Battaglione artiglieria
- Battaglione acquisizione obiettivi
- Compagnia genio
- Compagnia manutenzione
- Compagnia logistica
- Compagnia difesa NCB

## Simboli
Lo stemma della brigata è realizzato su fondo amaranto, colore delle Forze d'assalto aereo ucraine. Al centro sono raffigurati due cannoni dorati incrociati, che rappresentano il ruolo dell'unità e richiamano l'emblema dell'artiglieria pesante dell'esercito della Repubblica Popolare Ucraina, simboleggiando l'eredità delle tradizioni dell'esercito ucraino. Nella parte superiore dello scudo si trova, su una punta rovesciata d'argento, un'ala dello stesso colore del fondo, a indicare l'appartenenza dell'unità alle Forze d'assalto aereo.

## Comandanti
- Tenente colonnello Vasyl' Rohoza (2015)[11]
- Tenente colonnello Oleh Tymofeev (2015 - 2020)[12]
- Tenente colonnello Oleh Zmyslyj (2020 - 2023)[11]
- Colonnello Maksym Lanovyj (2023 - 2025)[13]
- Colonnello Oleh Zmyslyj (2025 - in carica)[11]